# Katalin Laki
Katalin Laki (* 2. April 1948 in Debrecen, Republik Ungarn als Katalin Tóth Harsányi) ist eine ehemalige ungarische Handballspielerin, die dem Kader der ungarischen Nationalmannschaft angehörte.

## Karriere
Laki lief ab dem Jahr 1961 für den ungarischen Verein Debreceni Spartacus auf. Ab dem Jahr 1966 spielte sie für den Verein Bakony Vegyész TC aus Veszprém und wechselte später nach Pécs. Im Jahr 1974 kehrte Laki zum Bakony Vegyész TC zurück, für den sie bis zum Jahr 1983 aktiv war. Mit Bakony Vegyész TC gewann sie 1970 die ungarische Meisterschaft.
Laki gehörte zwischen 1971 und 1976 dem Kader der ungarischen Nationalmannschaft an. In diesem Zeitraum gewann sie bei der Weltmeisterschaft 1971, bei der Weltmeisterschaft 1975 und bei den Olympischen Spielen 1976 jeweils die Bronzemedaille. Weiterhin belegte sie bei der Weltmeisterschaft 1973 den vierten Platz.

## Sonstiges
Bei den Olympischen Spielen 1976 gehörte ihre Schwester Borbála Tóth Harsányi ebenfalls dem ungarischen Aufgebot an.